# Unter dem Birnbaum 4 (Quedlinburg)

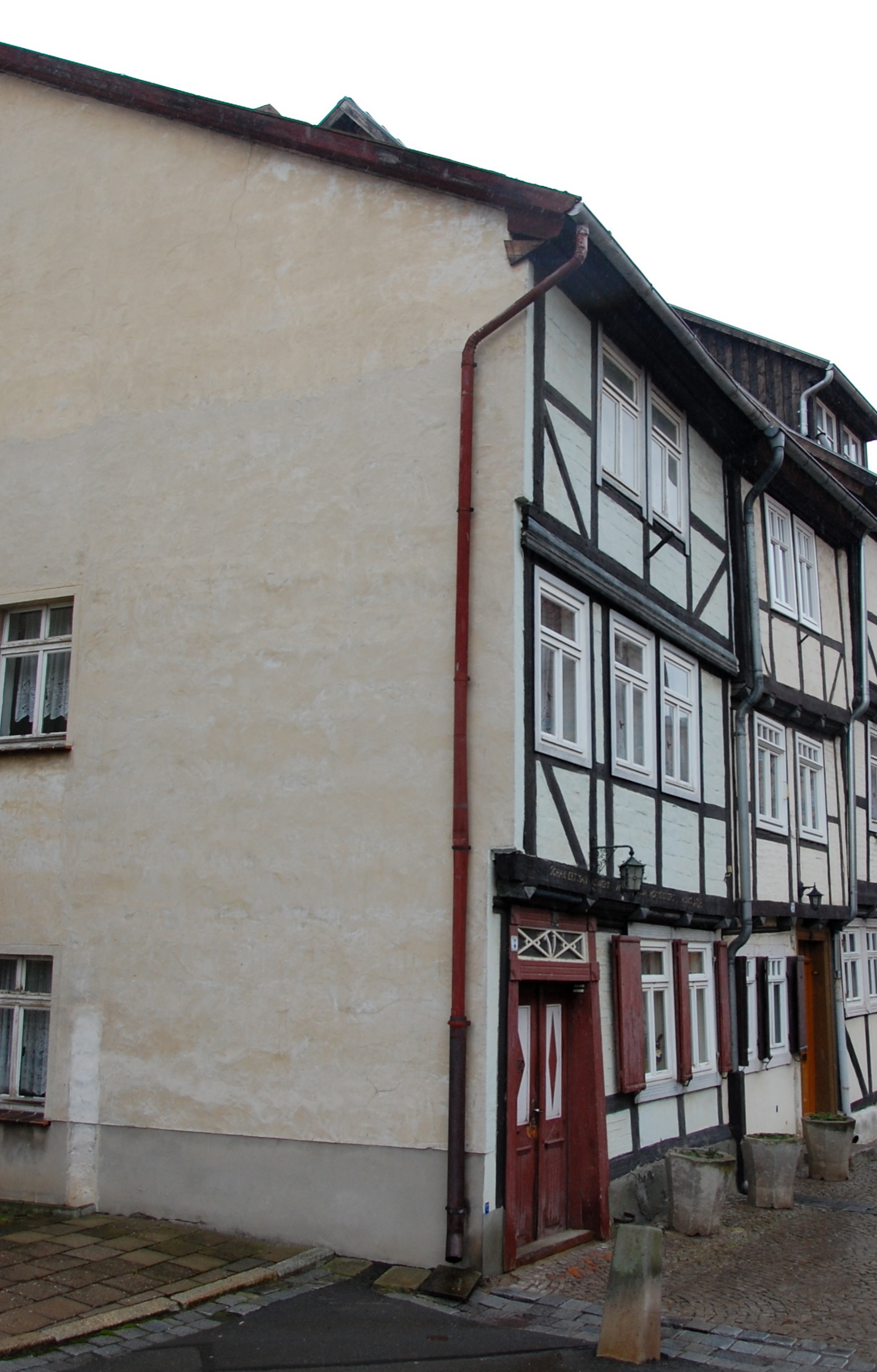
Haus Unter dem Birnbaum 4

Das Haus Unter dem Birnbaum 4 ist ein denkmalgeschütztes Gebäude in Quedlinburg in Sachsen-Anhalt.

## Lage
Es ist im Quedlinburger Denkmalverzeichnis als Wohnhaus eingetragen und befindet sich südlich des Quedlinburger Schlossbergs am Südufer des Mühlgrabens. Westlich grenzt das gleichfalls denkmalgeschützte Haus Unter dem Birnbaum 3 an.

## Architektur und Geschichte
Nach einer Inschrift an der Stockschwelle des ersten Obergeschosses entstand das Fachwerkhaus im Jahr 1718. Als Verzierung finden sich Pyramidenbalkenköpfe. Vor der Stockschwelle des zweiten Obergeschosses des dreigeschossigen Hauses befindet sich eine Profilbohle, die bei Umbauten Ende des 18. Jahrhunderts hinzugefügt wurde. Das Dach wurde in der Zeit um 1870 erneuert.
Die Hauseingangstür ist in klassizistischem Stil gestaltet und verfügt über ein Oberlicht.